# Смит, Джон (борец)
Джон Смит (англ. John William Smith; род. 9 августа 1965, Оклахома-Сити) — американский борец вольного стиля, двукратный чемпион Олимпийских игр (1988) и (1992), четырежды золотой медалист чемпионатов мира по борьбе 1987 (Клермон-Ферран, Франция), 1989 (Мартиньи, Швейцария), 1990 (Токио, Япония) и 1991 (Варна, Болгария) годов. В 1987 (Индианаполис, США) и 1991 (Гавана, Куба) годах — чемпион Панамериканских игр.
Обучался в Оклахомском университете. С сезона 1991/1992 по 2024 год — главный тренер по борьбе Университета штата Оклахома.

## Биография
Родился 9 августа 1965 года в Дель-Сити, Оклахома. Был одним из десяти детей Ли Роя и Мэдэлины Смит. Семья была спортивная, трое других братьев Джона Смита также занимались борьбой:

Ли Рой Смит-младший — серебряный призёр чемпионата мира 1983 года, четырёхкратный чемпион NCAA (1980—1983);

Пэт Смит — четырёхкратный чемпион NCAA (1990—1992, 1994);

Марк Смит — участник чемпионата NCAA 1997 года.

В 1987 году, впервые выступив на чемпионате мира в Клермон-Ферране (Франция), Джон Смит сразу же стал чемпионом. Был выбран в олимпийскую сборную 1988 года.
На Летних Олимпийских играх 1988 года в Сеуле боролся в категории до 62 килограммов (полулёгкий вес). Участники турнира, 28 человек в категории, были разделены на две группы. За победу в схватках присуждались баллы, от 0 баллов за чистое поражение до 4 баллов за чистую победу. В каждой группе определялись четыре борца с наибольшими баллами (борьба проходила по системе с выбыванием после двух поражений), они разыгрывали между собой места с первое по восьмое. Победители групп встречались в схватке за первое-второе места, занявшие второе место — за третье-четвёртое места и так далее. Американский борец отлично провёл турнир и стал победителем.
| Круг  | Соперник          | Страна                                    | Результат | Основание      | Время схватки |
| ----- | ----------------- | ----------------------------------------- | --------- | -------------- | ------------- |
| 1     | Йозеф Орбан       | Венгрия                                   | Победа    | 11-4 (3 балла) |               |
| 2     | Симеон Штерев     | Болгария                                  | Победа    | 6-3 (3 балла)  |               |
| 3     | Мариан Скубач     | Польша                                    | Победа    | 4-2 (3 балла)  |               |
| 4     | Мика Лехто        | Финляндия                                 | Победа    | 16-6 (3 балла) |               |
| 5     | Джованни Скиллачи | Италия                                    | Победа    | Туше (4 балла) | 5:54          |
| 6     | Авирмедэн Энгхе   | Монголия                                  | Победа    | 12-7 (3 балла) |               |
| Финал | Степан Саркисян   | Союз Советских Социалистических Республик | Победа    | 4-0 (3 балла)  |               |

Год спустя на Кубке мира 1989 года проиграл в упорной схватке советскому борцу Степану Саркисяну. Но на чемпионате мира в Мартиньи (Швейцария) вновь стал чемпионом мира и повторил этот успех на двух последующих чемпионатах в 1990 и 1991 годах, став 4-кратным чемпионом мира. Никакой другой американский борец не становился до него чемпионом мира больше трех раз.
На Летних Олимпийских играх 1992 года в Барселоне боролся в категории до 62 килограммов (полулёгкий вес). Участники турнира были разделены на две группы, регламент турнира в основном остался прежним, но в группах определялись пять лучших борцов. Джон Смит, выступая простуженным, в упорной, драматичной борьбе сумел вновь стать олимпийским чемпионом.
| Круг  | Соперник           | Страна                                       | Результат | Основание                               | Время схватки |
| ----- | ------------------ | -------------------------------------------- | --------- | --------------------------------------- | ------------- |
| 1     | Исмаил Фаикоглу    | Турция                                       | Победа    | 3-2 (3 балла)                           |               |
| 2     | Ким Гванг-Чол      | Корейская Народно-Демократическая Республика | Победа    | 2-1 (3 балла)                           |               |
| 3     | Карстен Полки      | Германия                                     | Победа    | 8-0 (3,5 балла)                         |               |
| 4     | Магомед Азизов     | Объединённая команда                         | Победа    | 12-1 (за явным преимуществом) (4 балла) |               |
| 5     | Лазаро Рейносо     | Куба                                         | Поражение | 1-3 (1 балл)                            |               |
| Финал | Аскари Мохаммадиан | Иран                                         | Победа    | 6-0 (3 балла)                           |               |

Джон Смит является первым борцом, получившим престижный приз Джеймса Салливана, как выдающийся атлет Соединенных Штатов Америки. В 1989 году издание Amateur Wrestling News назвало Джона Смита «Человеком года», а Федерация вольной и греко-римской борьбы США (Wrestling USA) назвала его «мастером техники, самым техничным борцом в мире». Федерация борьбы (FILA) объявила Джона «Борцом года». Американский Олимпийский комитет назвал его «Спортсменом года» в 1990 году.
В 1992 году был учреждён приз лучшему борцу-вольнику США по итогам спортивного сезона — приз Джона Смита и Джон Смит был объявлен первым лауреатом приза своего имени.
С сезона 1991/1992 годов стал главным тренером по борьбе в Университете штата Оклахома (OSU). По состоянию на 1 января 2018 года в штате Оклахома являлся тренером-рекордсменом и по количеству сезонов в качестве главного тренера OSU, и по количеству побед, одержанных борцами OSU на чемпионатах NCAA.
В апреле 2024 года сложил с себя полномочия главного тренера OSU и объявил о завершении тренерской карьеры, но сообщил о планах  уже на общественных началах помогать команде борцов родного университета. В мае 2024 года в качестве нового главного тренера OSU был представлен Дэвид Тейлор. 

## Видео
- Олимпийские игры 1988, вольная борьба, до 62 кг, финал: Джон Смит (США) - Степан Саркисян (СССР)
- Олимпийские игры 1992, вольная борьба, до 62 кг, финал: Джон Смит (США) - Аскари Мохаммадиан (Иран)